# Gilles Ouellet (Erzbischof)
Joseph Gilles Napoléon Ouellet PME (* 14. August 1922 in Bromptonville, Québec, Kanada; † 13. August 2009) war Erzbischof von Rimouski.

## Leben
Gilles Ouellet trat 1941 der Ordensgemeinschaft der Société des Missions-Étrangères (PME) bei und empfing am 30. Juni 1946 die Priesterweihe. Er studierte am Priesterseminar in Sherbrooke (1934–1941), Pastoraltheologie am Missionsseminar in Pont-Viau (1942–1947) und an der Päpstlichen Universität Gregoriana (1947–1950), wo er auch 1950 in kanonischem Recht promoviert wurde, sowie am La Salle College in Manila (1955).
Ab 1950 war er in der Prälatur Davao tätig. Er war Kanzler und Sekretär des Bischofs Clovis Joseph Thibauld und Generalsekretär. Von 1955 bis 1957 war er Direktor der Katholischen Aktion. 1957 wurde er Generalsuperior seines Ordens in Kanada. Zudem war er von 1967 bis 1977 nationaler Direktor des Pontifical Society of Missionary Children (Holy Childhood), nationaler Direktor des Päpstlichen Werks der Glaubensverbreitung. Er engagierte sich zudem für das Päpstliche Werk Apostel St. Peter.
Papst Paul VI. bestellte ihn am 5. Oktober 1968 zum fünften Bischof von Gaspé. Die Bischofsweihe spendete ihm am 23. November 1968 Emanuele Clarizio, Apostolischer Delegat in Kanada; Mitkonsekratoren waren Louis Lévesque, Erzbischof von Rimouski, und Louis Joseph Fortier, Erzbischof von Sherbrooke. Am 27. April 1973 wurde er zum vierten Erzbischof von Rimouski ernannt.
Er war von 1977 bis 1979 Vorsitzender der Kanadischen Bischofskonferenz (CECC/CCCB). 1977 war er Delegierter der CECC/CCCB auf der Bischofssynode über die Katechese in Rom. Von 1983 bis 1987 war er Vorsitzender des Rates für die Laien in Québec (Comité épiscopal du laïcat de l’Assemblée des évêques du Québec (AÉQ)), zudem engagierte er sich für die Kolumbusritter und Filles d’Isabelle. Von 1987 bis 1989 war Gilles Ouellet stellvertretender Vorsitzender des Ausschusses für soziale Angelegenheiten der CECC/CCCB und Vorsitzender des AÉQ von 1989 bis 1991.
1992 wurde seinem vorzeitigen Ruhestandsgesuch durch Papst Johannes Paul II. stattgegeben. Bis 1999 war er noch in der Seelsorge tätig.